# Lieke Klaus
Lieke Klaus née le 28 octobre 1989 à Wijchen, est une ancienne cycliste néerlandaise, spécialiste du BMX.

## Palmarès en BMX

### Championnats du monde
- 2007
  -  Médaillée de bronze au championnat du monde juniors
- 2009
  - 9e du championnat du monde
- 2011
  - 4e du championnat du monde

### Coupe du monde
- 2008 : 6e

### Championnats d'Europe
- 2010
  -  Championne d'Europe
- 2015
  - 6e du championnat d'Europe

### Championnats nationaux
- 2005
  - 2e du championnat des Pays-Bas
- 2006
  -  Championne des Pays-Bas
- 2008
  -  Championne des Pays-Bas
- 2009
  -  Championne des Pays-Bas
- 2014
  - 3e du championnat des Pays-Bas
- 2015
  - 3e du championnat des Pays-Bas